# 陈佩秋
陈佩秋（1922年12月29日—2020年6月26日），字健碧，室名秋兰室、高华阁、截玉轩，女，河南南阳人，中国画画家。

## 生平
1944年考入位于重庆的国立艺术专科学校，毕业后进入上海市文物管理委员会工作。1955年成为上海中国画院画师。1990年于香港举办书画大展，出版《陈佩秋画集》。1994年《陈佩秋书画集》由上海人民美术出版社出版，选登1952年至1992年的96幅作品。2000年1月陈佩秋画展于上海中国画院开幕。2002年2月“陈佩秋艺术展”在上海美术馆开幕。获得第六届上海文学艺术奖终身成就奖。
2020年6月26日凌晨3点，陈佩秋在上海中山医院逝世，享年98岁。

## 家庭
丈夫是画家谢稚柳，儿子谢定伟。

## 头衔
- 1985年成为上海大学美术学院客座教授、兼职教授
- 1988年成为南京大学中国画艺术中心客座教授
- 中国美术家协会会员
- 上海中国画院艺术顾问
- 上海美术家协会艺术顾问
- 上海书法家协会艺术顾问
- 西泠印社理事
- 上海书画善会、海上印社首任社长

## 作品
- 1956年《天目山杜鹃》上海青年美展一等奖，全国青年美展二等奖
- 《水佩风裳》入选第三届全国美展
- 1984年《红满枝头》第六届全国美展铜奖